# Ambassade de Hongrie en Guinée
L'ambassade de Hongrie en Guinée est la principale représentation diplomatique de la république de Hongrie en Guinée.

## Liste des ambassadeurs
| N° | Nom et prénoms    | Début          | Fin      |
| -- | ----------------- | -------------- | -------- |
| 01 | Tamas Endré Feher | Septembre 2022 | En cours |